# Christian Cary
Christian Cary (Montevideo, 4 de setiembre de 1976) es un músico y guitarrista uruguayo. Toca el instrumento desde los 13 años y ha liderado varias bandas entre otras “Punto Rojo” durante 6 años, banda de blues que participara en el Segundo Festival de Blues de Montevideo. En 1998 fundó La Triple Nelson, banda que sigue conformando al día de hoy. Además es docente y director artístico de la escuela de música Detrés y ha lanzado su carrera como solista.  

## Biografía
Christian Cary se inició en la música tocando el piano a los 12 años y desde los 13 años se dedicó a la guitarra. Estudió guitarra con Gustavo Ogara, Nicolás Mora y también de manera autodidacta.
Es docente del instrumento hace 21 años, pasando por la escuela de música Yamaha, la escuela de Todo Música y a su vez dicta clases particulares.
En 2018 fundó su propia escuela de música "Detrés" junto a sus primos Gabriel Labrada y Mariana Labrada, en la que actualmente se desempeña como director artístico.

### La triple Nelson
En enero de 1998 fundó la Triple Nelson junto a Fernando "Paco" Pintos (bajo y coros) y Rubén Otonello (baterista). Actualmente el lugar de baterista está ocupado por Rafael Ugo.  
La Triple Nelson obtuvo el primer premio en el año 2000 entre 500 bandas participantes, en el concurso organizado por Canal 10 llamado Pro Bandas 2000. También recibieron el galardón de Mejor Artista del año por votación popular en la entrega de los premios Graffiti 2005, y los premios a  Mejor Disco de Blues y Mejor Álbum en vivo en los Graffiti 2009. Fueron de gira a Perú, Brasil, Argentina y España con dicha banda.

### Carrera solista
En el año 2013 Christian Cary empezó a incursionar con presentaciones solistas, aunque de manera esporádica.
Actualmente y hace ya cinco años, realiza presentaciones de su show íntimo: "Solo con su voz y guitarras", en formato solista presentando canciones propias que ya son clásicos en el repertorio de "La Triple Nelson" y versiones de varios de los artistas que admira. Dentro del show utiliza distintas guitarras, Acústicas, Electroacústicas, Eléctricas, Lap Steel y su Merlin. Además incorpora nuevas sonoridades a través del uso de una pedalera que le permite grabar durante el espectáculo su propia voz y distintas melodías con las guitarras, conformando una base que acompaña su música.
A lo largo de su carrera participó en el disco Flores de Pinocho Routin, Puente Aéreo de Jorge Alastra, en el DVD Candombe murga y rocanrol de Jaime Roos, en el tema "Sucio y desprolijo" del disco Pappo x Juanse, entre otros. Compartió escenário entre otros con: John P. Hammond, Scott Henderson, Miguel Botafogo, Memphis la Blusera, Divididos, Jaime Roos, Ruben Rada, Fernando Cabrera, NTVG, Mandrake Wolf, etc. En 2019 lanzó su primer disco solista con el repertorio de su show en vivo, incluyendo colaboraciones con Roma Roldán, Lucas Cary y Mariana Labrada.

## Discografía
Con la Triple Nelson 
- Buceo (independiente, 2001)
- Seguir mejor (Barca discos, 2004)
- Tres (Koala Records, 2006)
- Un montón de vivos (Montevideo Music Group, 2008)
- Caos natural (Montevideo Music Group, 2010)
- Ciento 3 (CD y DVD, Montevideo Music Group, 2011)
- Agua y Sal (Montevideo Music Group, 2012)
- Electro Acústica Mente (CD y DVD, Montevideo Music Group, 2014)
- La Sed (Montevideo Music Group, 2015)
- 20 años (Montevideo Music Group, 2018)
- Mi Bien (independiente, 2020)

Solista
- Solo voz y guitarra (Montevideo Music Group, 2019)